# Уч-Булак (Таласская область)
Уч-Булак (кирг. Үч-Булак) — село в Айтматовском районе Таласской области Кыргызстана. Входит в состав Кара-Бууринского аильного округа. Код СОАТЕ — 41707 215 818 03 0.

## Население
По данным переписи 2009 года, в селе проживало 1479 человек.